# Kathleen Turner
Mary Kathleen Turner (* 19. června 1954 Springfield, Missouri, USA) je americká herečka a zpěvačka. Proslula v 80. letech minulého století, a to především spoluprací s Michaelem Douglasem, se kterým tehdy natočila hned tři populární filmy: akční komedii Honba za diamantem (1984), pokračování Honba za klenotem Nilu (1985) a komediální drama o rozvodu Válka Roseových (1989). Dále si ještě zahrála v erotickém thrilleru Žár těla (1981), krimi komedií Čest rodiny Prizziů (1985), romantické komedií Peggy Sue se vdává (1986), mysteriózním dramatu Smrt panen (1999) či v rodinném filmu Marley a já (2008).
Turner za svou kariéru získala celkem 5 nominací na prestižní ocenění Zlatý Glóbus, z nichž 2 proměnila ve vítězství. Jednou byla nominována i na Oscara.

## Herecká kariéra

### Začátky a vrchol slávy
Svoji filmovou kariéru Kathleen Turner zahájila v roce 1981, když se po boku Williama Hurta a Richarda Crenny objevila v thrilleru Žár těla. Ve filmu, který je remakem klasiky Pojistka smrti (1944), ztvárnila Turner proradnou femme fatale, jež je schopná udělat cokoliv, aby se zbavila svého bohatého manžela a posléze nenesla na ničem vinu. Snímek získal pozitivní ohlasy od diváků i kritiků, a tak se ze dne na den stala z Turner hvězda. Další role na sebe nenechaly dlouho čekat a o dva roky později si zahrála po boku Steva Martina v bláznivé komedií Muž se dvěma mozky (1983). Další přelom přišel však až v roce 1984, kdy se kromě dvou dalších nepříliš úspěšných filmů objevila po boku Michaela Douglase v dobrodružné komedií režiséra Roberta Zemeckise Honba za diamantem. Film, který si získal obrovskou přízeň publika a těší se jí až dodnes, uspěl i komerčně a učinil z Turner jeden ze symbolů tehdejší doby. Za svůj výkon obdržela Zlatého Glóba v kategorií Nejlepší herečka – komedie nebo muzikál.
O rok později bylo díky úspěchu prvního dílu natočeno pokračování s názvem Honba za klenotem Nilu (1985), a přestože si film v kinech vedl velmi dobře, od diváků i kritiků získal spíše průměrné recenze a mnohé příznivce zklamal. Téhož roku si ještě zahrála po boku Jacka Nicholsona v uznávané krimi komedií o mafiánské rodině Čest rodiny Prizziů. Za tento snímek obdržela již svého druhého Zlatého Glóba. Ve skvěle rozjeté herecké kariéře pokračovala i nadále, a to romantickou dramedií Peggy Sue se vdává (1986), kde si zahrála s tehdy začínajícím Nicholasem Cagem. Za snímek, který získal pozitivní ohlasy především od kritiků byla nominována na Zlatého Góba a získala svou první nominaci na Oscara.

### Kariérní úpadek a Válka Roseových
Jenže pak v její kariéře nastal úpadek. V roce 1987 si po boku Gabriela Byrna zahrála v dalším erotickém thrilleru Julie a Julie, tentokrát ovšem z britsko-italské produkce. Film se hrubě nepovedl a získal velmi špatné recenze od obecenstva. O rok později následovala nepříliš úspěšná komedie Přepnout na život (1988), romantické drama Náhodný turista (1988), které sice uspělo u odborníků, zato diváky si na svou strany nezískalo. Krátce se objevila i ve snímku Falešná hra s králíkem Rogerem (1988). Nicméně velký, ale také jeden z posledních kariérních úspěchů Kathleen Turnerové přišel v roce 1989. Tehdy se potřetí setkala ve filmu s Michaelem Douglasem a Dannym DeVitem a byl z toho opět hit. Dodnes velmi známá Válka Roseových získala velmi dobré recenze od kritiků i publika a finančně též předčila veškerá očekávání. Turner si za film vysloužila svou pátou nominaci na Zlatého Glóba.

### Nepříliš úspěšná 90. léta
Kariéra Turnerové směřovala i nadále špatným směrem. Zahrála si v krimi komediích V.I. Warshawski (1991), Semtex Blues (1993) a Šest vražd stačí, maminko! (1994). Alespoň trochu se vydařilo drama o autismu Dům z karet (1993), kde se objevila s Tommym Lee Jonesem. Jistý úspěch nastal v roce 1999, kde kromě otřesné rodinné komedie Malí géniové, ztvárnila jednu z hlavních rolí v mysteriózním psychologickém dramatu Smrt panen. Film od režisérky Sofie Coppoly uspěl nejen u kritiků, ale i u obecenstva.

### Přesun do televize
Po neúspěchu prosadit se u filmu se Turner v novém tisíciletí uchýlila spíše do televize. Nadabovala dvě epizody animovaného seriálu Tatík Hill a spol. (2000) a zahrála si transgender otce Chandlera Binga v sitcomu Přátelé (2001). Dále se objevila v seriálech Plastická chirurgie s. r. o. (2003) či Zákon a pořádek (2006). V roce 2006 nadabovala jednu z rolí v animovaném filmu V tom domě straší! a o dva roky později se objevila ve vedlejší roli ve filmu Marley a já (2008). V roce 2009 si zahrála ve všech 12 epizodách 3. série populárního amerického seriálu Californication. Z filmů stojí za zmínku ještě hlavní role v komediálním dramatu Dokonalá rodina (2011), které bylo uvedeno pouze na filmových festivalech a sequel Návrat blbýho a blbějšího (2014). Ani jeden z filmů se nicméně nedočkal pozitivních ohlasů. Dále ještě nadabovala vedlejší roli v jedné epizodě Griffinů (2019) i v animovaném seriálu Rick a Morty (2019) a objevila se v Kominského metodě (2019–2021), kde si opět po letech zahrála po boku Michaela Douglase, a v sitcomu Máma (2020). Aktuálně připravuje minisérii s názvem The White House Plumbers (2022), který pojednává o aféře Watergate a jejich následcích.

## Filmografie (výběr)

### Filmy
- Žár těla (1981)
- Muž se dvěma mozky (1983)
- Zločiny z vášně (1984)
- Honba za diamantem (1984)
- Honba za klenotem Nilu (1985)
- Čest rodiny Prizziů (1985)
- Peggy Sue se vdává (1986)
- Náhodný turista (1988)
- Falešná hra s králíkem Rogerem (1988)
- Válka Roseových (1989)
- V.I. Warshawski (1991)
- Semtex Blues (1993)
- Dům z karet (1993)
- Šest vražd stačí, maminko! (1994)
- Valentino (1995)
- Opravdová blondýnka (1997)
- Smrt panen (1999)
- V tom domě straší! (2006)
- Marley a já (2008)
- Dokonalá rodina (2011)
- Zvrácená sestrička (2013)
- Návrat blbýho a blbějšího (2014)

### Seriály
- Simpsonovi (1994)
- Tatík Hill a spol. (2000)
- Přátelé (2001)
- Plastická chirurgie s. r. o. (2003)
- Zákon a pořádek (2006)
- Californication (2009)
- The Path (2016)
- Griffinovi (2017)
- Rick a Morty (2019)
- Kominského metoda (2019-2021)
- Máma (2020)
- The White House Plumbers (2022)

## Osobní život
V roce 1984 se Turner provdala za realitního makléře Jaye Weisse. Mají spolu dceru Rachel Ann Weiss, která se páru narodila o 4 roky později. V roce 2007 se Turnerová a Weiss po 23 letech manželství rozvedli. Podle vlastních slov zůstávají i nadále přáteli.
V listopadu 2002 byla převezena do protialkoholní léčebny a zároveň přiznala, že má problémy s nadměrnou konzumací alkoholu.